# Suneung

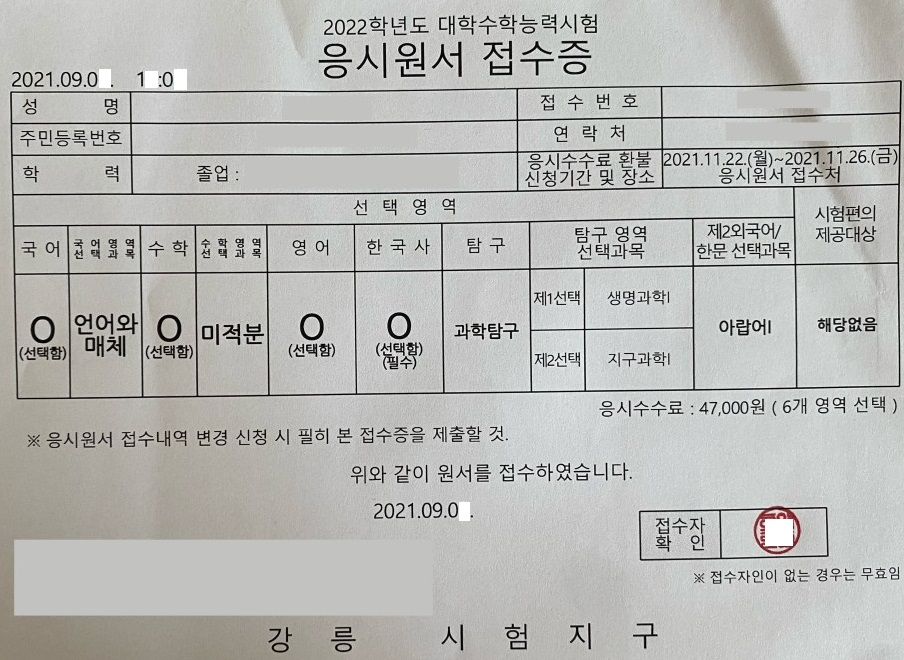
Phiếu đăng ký Kiểm tra Năng lực Học tập của trường Đại học 2022

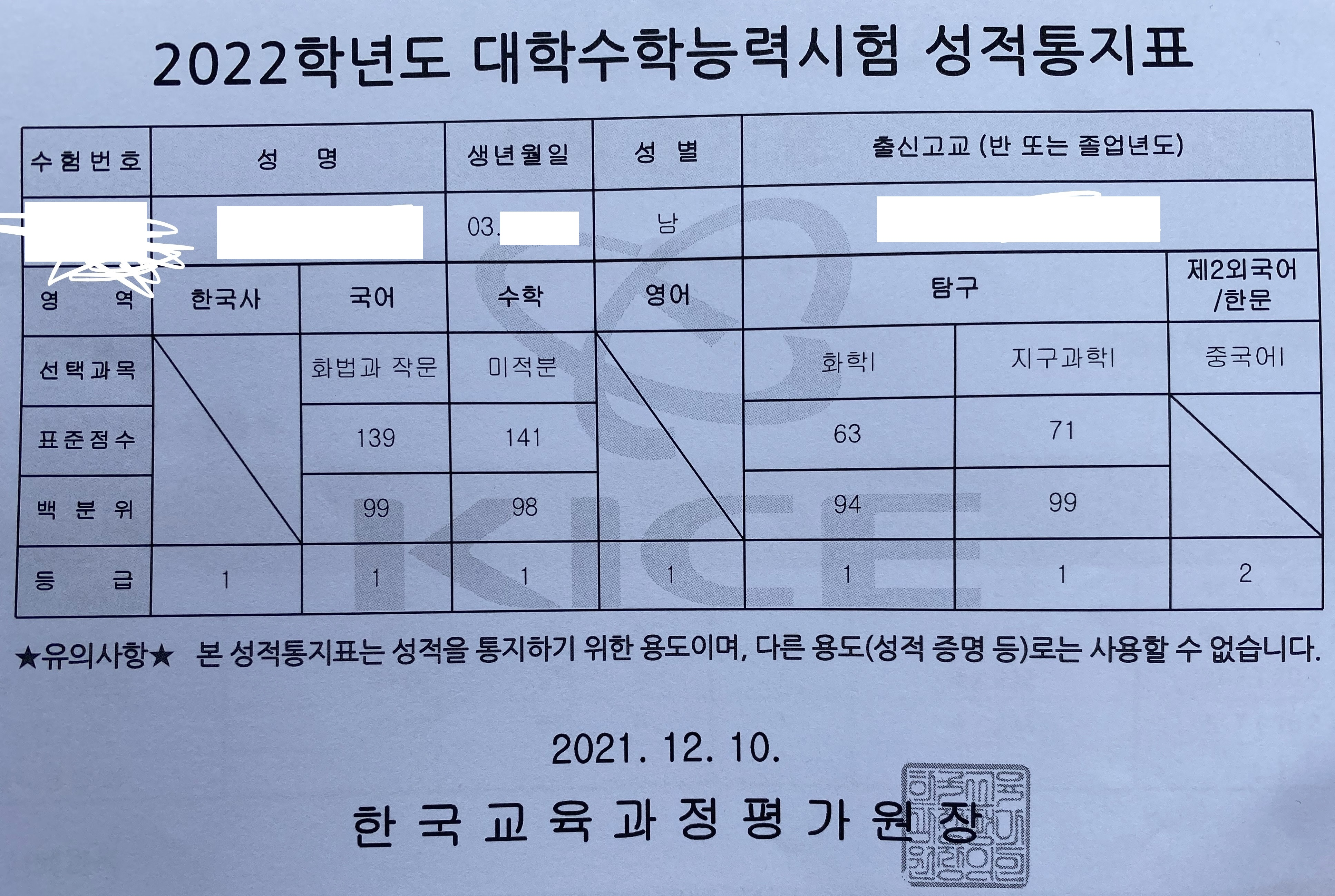
Báo cáo điểm Kiểm tra Năng lực Học tập của trường Đại học năm 2022

Kỳ thi kiểm tra năng lực học thuật Đại học (Tiếng Hàn: 대학수학능력시험, Hanja: 大學修學能力試驗, Tiếng Anh: College Scholastic Ability Test, CSAT) gọi tắt bằng Suneung (Tiếng Hàn: 수능, Hanja: 修能) là khoa thi tốt nghiệp trung học cả nước của Hàn Quốc. Với mục đích kiểm tra học lực xem có đủ với đại học hay không, cuộc thi này nắm ảnh hưởng quan trọng trong ngành giáo dục Hàn Quốc và đã được khen ngợi vì hiệu quả, trọng thành tích, với hạng quốc tế cao.
Vào ngày thi, thị trường cổ phiếu mở cửa muộn so với ngày thường, xe buýt và tàu điện ngầm chạy thêm nhanh và thường xuyên để phòng ngừa các thí sinh vì kẹt xe mà không thể đến trường thi kịp giờ, máy bay bị cấm bay để giảm bớt tiếng ồn. Nếu đến không kịp giờ thi thì có thể được cảnh sát đưa đi. Bên ngoài trường thi, các học sinh lớp dưới cùng cha mẹ anh chị em của thí sinh đứng khích lệ.
Suneung do Viện nghiên cứu Giáo trình và Thi cử Hàn Quốc sửa soạn và mở vào mỗi thứ Năm của tuần thứ ba của tháng 11. Vào năm 2020, khoa thi bị dời lại đến thứ Năm thứ nhất của tháng 12 do đại dịch COVID-19. Khoảng 20% trong số thí sinh làm lại bài thi.

## Lịch sử
Từ khi được giải phóng, Hàn Quốc đã thay đổi phương thức tuyển sinh đại học ít nhất 12 lần ở mức thấp và 16 lần ở mức cao. Vì chính sách biến đổi không lường được, từ cho phép các trường đại học tự mình tuyển sinh đến cấm các trường hagwon, nên cha mẹ và học sinh rất khó khăn để thích ứng được. Vài người luận rằng sự biến đổi liên miên tỏ ra là khoa thi không vững vàng và quy trình tuyển sinh phụ thuộc dư luận.
Lúc đầu, các trường đại học được tự tiện tuyển sinh mà không có quy định chính phủ. Vào đầu năm 1960, Suneung bắt đầu hình thành. Từ năm 1962 đến năm 1963, Hội đồng Hưng quốc tối cao dùng một dạng ấu trĩ của Suneung làm bài kiểm tra trình độ học tập của học sinh, nhưng bị chỉ trích vì quá khó mà làm các trường đại học thiếu sinh viên; bài thi cũng là cách tuyển sinh không hiệu quả. Chính phủ bỏ khoa thi từ năm 1964 đến năm 1968. Vào năm 1969, Đệ tam Cộng hòa Hàn Quốc hoạch định kỳ thi tương tự, gọi là Kỳ thi vào đại học sơ bộ (대학입학예비고사), giữ nguyên đến năm 1981.
Vào năm 1981, kỳ thi thay đổi lớn, lấy tên mới là Kỳ thi dự bị vào đại học (대학예비고사). Đồng thời hagwon tức trường luyện thi cũng bị cấm. Vào năm 1982, tên khoa thi đổi lại thành Kỳ kiểm tra học lịch vào đại học (대입학력고사).
Suneung hiện tại thành lập vào năm 1993, mặc dù được sửa đổi vài lần từ đó. Vào năm 2004, chính phủ Hàn Quốc đưa ra chính sách Đề xuất thay đổi tên kì thi tuyển sinh đại học năm 2008, nhưng không thi hành được.

## Hiện tại
Đề thi dựa trên sách giáo khoa theo tiêu chuẩn toàn quốc. Viện nghiên cứu Giáo trình và Thi cử Hàn Quốc phụ trách làm bài thi, trông coi quá trình làm, in ấn, định phí, chấm thi, và mở khoa thi. Các bài do những thành viên của Viện, giáo sư cùng giáo viên làm, phân thành hai nhóm, là nhóm 'viết đề' bao gồm chủ yếu giáo sư, tuy từ năm 2000 có thêm giáo viên, và nhóm 'kiểm đề' chỉ bao gồm giáo viên. Làm bài thi thì phải ký hợp đồng bảo mật trực tiếp với Viện. Vào năm 2012 có tổng cộng 696 nhân viên làm bài thi. Thành viên nhóm viết đề được trả 300 đô-la mỗi ngày.
Các phần thi năm 2016 là Quốc ngữ tức tiếng Hàn, Toán học, tiếng Anh, Quốc sử tức lịch sử Hàn Quốc, hoặc Nghiên cứu xã hội hoặc Khoa học tự nhiên hoặc Giáo dục dạy nghề, và Ngoại ngữ hoặc Hanja. Thí sinh được chọn tất cả hoặc vài phần thi.
Lịch sử Hàn Quốc là môn cần thi và mọi điểm thi đều vô giá trị nếu thí sinh không chọn.
Nghiên cứu xã hội có Cuộc sống và Luân lý, Luân lý và Tư tưởng, Địa lý Hàn Quốc, Địa lý thế giới, Lịch sử Đông Á, Lịch sử thế giới, Pháp luật và Chính trị, Xã hội và Văn hóa, và Kinh tế học. Thí sinh được chọn hai.
Khoa học tự nhiên có Vật lý I hoặc II, Hóa học I hoặc II, Khoa học đời sống I hoặc II, và Khoa học Trái Đất I hoặc II. Thí sinh được chọn hai.
Giáo dục dạy nghề có Khoa học nông nghiệp, Công nghiệp, Thương mại, Hải dương học, và Kinh tế gia đình. Thí sinh phải chọn một, nhưng chỉ được phép nếu đã hoàn thành ít nhất 80% khóa trình môn đó.
Ngoại ngữ có tiếng Đức I, tiếng Pháp I, tiếng Tây Ban Nha I, tiếng Hoa I, tiếng Nhật I, tiếng Nga I, tiếng Á Rập I, tiếng Việt cơ bản, và Hanja I. Thí sinh được chọn một.
Lúc hết giờ, bài thi được thu thập, quét ảnh, và chấm điểm. Quá trình chấm thi là bao gồm chứng thực giấy tờ và điểm số cùng in kết quả mất khoảng một tháng.
Kỳ thi là thời gian rất nghiêm túc và những hoạt động ngày ngày khác hoặc dừng hoặc hoãn lại vào ngày thi. Cả thí sinh lẫn giám thị đều không được mang điện thoại, sách, báo, đồ ăn, hoặc bất cứ vật gì có thể làm phiền những thí sinh khác. Phần lớn các phàn nàn nhắm vào hành động của giám thị, như nói chuyện, mở cửa sổ, đứng trước bàn thí sinh, hít nước mũi, bấm chuột máy tính, và ăn sô-cô-la. Giám thị được cảnh cáo không làm bất cứ việc gì có thể làm phiền thí sinh.

## Kỳ thi

### Mục đích
Suneung có mục đích kiểm tra sức học đại học của thí sinh, thống nhất ngành giáo dục trung học bằng cách làm bài thi dựa trên giáo trình trung học, và giúp đại học tuyển sinh bằng cách cung cấp dữ kiện chính xác và khách quan.

### Ngày thi
Từ năm 1995 đến năm 2006, nó được tổ chức vào ngày thứ Tư của tuần thứ ba của tháng 11 hàng năm. Tuy nhiên, từ năm học 2017, thời gian thực hiện được lùi sang thứ Năm tuần thứ ba của tháng 11 do đời sống dạy học sau kỳ thi tuyển sinh THPT còn nhiều khó khăn. Ngoại lệ, chỉ có năm học 1994 là giai đoạn đầu của kỳ thi tuyển sinh, được tổ chức lần lượt vào thứ Sáu của tháng Tám (buổi thứ nhất) và thứ Ba của tháng Mười Một (buổi thứ hai). Kỳ thi năm 2018 dự kiến được tổ chức vào ngày 16 tháng 11 năm 2017, nhưng đã bị hoãn một tuần do trận động đất ở Pohang năm 2017 và được tổ chức vào ngày 23 tháng 11. Kỳ thi CSAT cho năm học 2021 được lên kế hoạch vào Thứ Năm, ngày 3 tháng 12 năm 2020 và kỳ thi CSAT cho năm học 2022 dự kiến vào ngày 18 tháng 11 năm 2021 .

### Lịch trình[17]
Mọi bài thi đều toàn bộ là trắc nghiệm, trừ phần thứ hai của môn toán học là tự luận.
| Giai đoạn                               | Môn                                                                                              | Thời gian                          | Số câu hỏi | Điểm số | Ghi chú |
| --------------------------------------- | ------------------------------------------------------------------------------------------------ | ---------------------------------- | ---------- | ------- | --- |
| Thí sinh phải vào phòng thi trước 08:10 |                                                                                                  |                                    |            |         | |
| 1                                       | Tiếng Hàn                                                                                        | 08:40 ~ 10:00 (80 phút)            | 45         | 100     | - Câu hỏi chung: Văn học và đọc hiểu (75% tổng câu hỏi) - Câu hỏi tự chọn: Chọn một trong các bài phát biểu và sáng tác, ngôn ngữ và phương tiện (25% tổng câu hỏi)                                                                             |
| Giờ nghỉ: 10:00 ~ 10:20 (20 phút)       |                                                                                                  |                                    |            |         | |
| 2                                       | Toán học                                                                                         | 10:30 ~ 12:10 (100 phút)           | 30         | 100     | - Câu hỏi chung: Toán Ⅰ và Toán Ⅱ (75% tổng câu hỏi) - Câu hỏi tự chọn: Chọn một trong các phân môn xác suất, thống kê, giải tích và hình học (25% tổng câu hỏi) - Câu trả lời ngắn bao gồm 30%                                                 |
| Giờ ăn trưa: 12:10 ~ 13:00 (50 phút)    |                                                                                                  |                                    |            |         | |
| 3                                       | Tiếng Anh                                                                                        | 13:10 ~ 14:20 (70 phút)            | 45         | 100     | - Bao gồm 17 câu hỏi đánh giá khả năng nghe (Trong vòng 25 phút từ 13:10) |
| Giờ nghỉ: 14:20 ~ 14:40 (20 phút)       |                                                                                                  |                                    |            |         | |
| 4                                       | Lịch sử Hàn Quốc Môn phụ (Nghiên cứu xã hội, Khoa học tự nhiên, Giáo dục nghề nghiệp)            | 14:50 ~ 16:37 (107 phút tổng cộng) |            |         | |
| 4                                       | Lịch sử Hàn Quốc                                                                                 | 14:50 ~ 15:20 (30 phút)            | 20         | 50      | - Bắt buộc phải làm bài thi này. |
| 4                                       | Thời gian thu bài thi lịch sử và phát bài thi môn phụ                                            | 15:20 ~ 15:35 (15 phút)            |            |         | - Thời gian thu và phát phiếu trả lời: 15 phút (Thí sinh không chọn môn phụ chuyển về phòng chờ). |
| 4                                       | Môn phụ thứ nhất Nghiên cứu xã hội / Khoa học tự nhiên / Giáo dục nghề nghiệp Thi: Chọn 2 môn    | 15:35 ~ 16:05 (30 phút)            | 20         | 50      | - Lựa chọn tối đa 2 môn trong số 17 môn học Nghiên cứu xã hội hoặc Khoa học tự nhiên - Giáo dục nghề nghiệp chọn tối đa 2 môn trong 6 môn (Bao gồm "Cuộc sống nghề nghiệp thành công" khi chọn 2 môn) - Thời gian thu bài là 2 phút cho mỗi môn |
| 4                                       | Thời gian thu bài thi cho môn phụ thứ nhất                                                       | 16:05 ~ 16:07 (2 phút)             |            |         | - Lựa chọn tối đa 2 môn trong số 17 môn học Nghiên cứu xã hội hoặc Khoa học tự nhiên - Giáo dục nghề nghiệp chọn tối đa 2 môn trong 6 môn (Bao gồm "Cuộc sống nghề nghiệp thành công" khi chọn 2 môn) - Thời gian thu bài là 2 phút cho mỗi môn |
| 4                                       | Môn phụ thứ hai Nghiên cứu xã hội / Khoa học tự nhiên / Giáo dục nghề nghiệp Thi: Chọn 1 ~ 2 môn | 16:07 ~ 16:37 (30 phút)            | 20         | 50      | - Lựa chọn tối đa 2 môn trong số 17 môn học Nghiên cứu xã hội hoặc Khoa học tự nhiên - Giáo dục nghề nghiệp chọn tối đa 2 môn trong 6 môn (Bao gồm "Cuộc sống nghề nghiệp thành công" khi chọn 2 môn) - Thời gian thu bài là 2 phút cho mỗi môn |
| Giờ nghỉ: 16:37 ~ 16:55 (18 phút)       |                                                                                                  |                                    |            |         | |
| 5                                       | Ngoại ngữ 2 / Văn ngôn                                                                           | 17:05 ~ 17:45 (40 phút)            | 30         | 50      | - Chọn 1 trong 9 môn: Đức Ⅰ, Pháp Ⅰ, Tây Ban Nha Ⅰ, Trung Ⅰ, Nhật Ⅰ, Nga Ⅰ, Ả Rập Ⅰ, Việt Ⅰ, Trung Ⅰ. - Không có bài nghe. |

Vào ngày thi, tất cả thí sinh phải vào phòng thi hoặc khu vực chờ được chỉ định trước 08:10, và đối với Giai đoạn 2-5 vào 10 phút trước khi bắt đầu bài thi.

### Phần bài
Bài thi bao gồm sáu phần: Quốc ngữ, Toán học, tiếng Anh, Quốc sử, Môn phụ, và Ngoại ngữ hoặc Văn ngôn. Mọi thí sinh đều phải làm phần Quốc sử, nhưng được lựa chọn những phần khác. Song đa số thí sinh chọn hết các phần, ngoại trừ Ngoại ngữ hoặc Văn ngôn.
Phần Toán học, thí sinh chọn hoặc 'loại Ga (가형)' là khó hoặc 'loại Na (나형)' là dễ.
Môn phụ chia thành Nghiên cứu xã hội, Khoa học tự nhiên và Giáo dục dạy nghề. Thí sinh được chọn nhiều nhất hai, nhưng được chọn hai bộ môn khác nhau. Ví dụ: được chọn Vật lý II cùng Khoa học đời sống I cho môn phụ vì hai môn đều là khoa học tự nhiên, nhưng không được chọn Lịch sử thế giới cùng Nguyên tắc kế toán vì lịch sử là môn nghiên cứu xã hội, trong khi kế toán thì là môn giáo dục dạy nghề. Chỉ những thí sinh đã tốt nghiệp trung cấp nghề mới được chọn phần Giáo dục dạy nghề. Phần Ngoại ngữ hoặc Văn ngôn, thí sinh chỉ chọn một. Phần lớn các trường đại học hạng cao đều yêu cầu ứng viên phải thi hai môn khoa học tự nhiên và toán học loại Ga trong nếu xin vào chuyên ngành STEM. Trong trường hợp này thì cũng không chấp nhận tổ hợp các môn phụ trong cùng lĩnh vực, như Vật lý I + Vật lý II.

#### Quốc ngữ
Phần Quốc ngữ xét năng lực đọc, hiểu, và phân tích văn tiếng Hàn nhanh và chính xác. Có 45 câu hỏi chia thành bốn đoạn:
- Nói viết (10 câu): bao gồm ba đoạn trích có mười câu hỏi. Đoạn một là bài giảng hoặc tiết mục phát thanh, đoạn hai là cuộc tranh luận về một bài viết, đoạn ba là bài luận. Tuy có chữ 'nói', nhưng thí sinh chỉ đọc.
- Ngữ pháp (5 câu): xét kiến thức ngữ pháp tiếng Hàn và Hangul. Bao gồm năm câu hỏi, hai câu có đoạn trích riêng. Thí sinh cần biết tiếng Hàn thay đổi như thế nào từ thế kỷ 15.
- Đọc (15 câu): bao gồm ba bài viết, mỗi bài có từ bốn đến sáu câu hỏi. Khét tiếng không chỉ vì dài mà còn do liên hệ tới những chủ đề trừu tượng và phức tạp, như vật lý, kỹ thuật, kinh tế học, pháp luật, triết học, và mỹ học. Gần đây, các chủ đề gộp lại với nhau. Thí sinh trả lời câu hỏi có dạng như "(Trong năm câu bên dưới) câu nào KHÔNG đồng ý với đoạn trích bên trên?" hoặc "Theo đoạn trích, câu nào giải thích đúng ví dụ sau?"
- Văn học (15 câu): bao gồm bốn đoạn trích, mỗi đoạn có từ ba đến sáu câu hỏi. Đoạn một so sánh tiểu thuyết Hàn Quốc hiện đại với kịch bản, đoạn hai so sánh hai bài thơ hiện đại, đoạn ba trích từ tiểu thuyết hoặc pansori, đoạn bốn là bài thơ. Cả đoạn ba lẫn đoạn bốn đều sáng tác vào thời trung cổ.

#### Toán học
Phần Toán học chia thành loại Ga và loại Na. Ga xét vi tích phân, hình học, véc-tơ, xác suất, và thống kê, đều dạy ở trung học, thí sinh xin vào ngành khoa học tự nhiên chọn. Na xét chỉ xác suất và thống kê, thí sinh xin vào nhân văn chọn. Phần lớn các thí sinh chọn loại Ga.
| Loại   | Môn cơ sở            |
| ------ | -------------------- |
| Ga     | Vi tích phân         |
| Ga     | Hình học và véc-tơ   |
| Cả hai | Xác suất và thống kê |

#### Môn phụ
| Môn phụ              | Lĩnh vực             | Môn                                     | Chuyên ngành có liên quan               |
| -------------------- | -------------------- | --------------------------------------- | --------------------------------------- |
| Nghiên cứu xã hội    | Luận lý              | Đời sống và đạo đức                     | Triết học                               |
| Nghiên cứu xã hội    | Luận lý              | Đạo đức và tư tưởng                     | Triết học                               |
| Nghiên cứu xã hội    | Địa lý               | Địa lý Hàn Quốc                         | Địa lý                                  |
| Nghiên cứu xã hội    | Địa lý               | Địa lý thế giới                         | Địa lý                                  |
| Nghiên cứu xã hội    | Lịch sử              | Lịch sử Đông Á                          | Lịch sử                                 |
| Nghiên cứu xã hội    | Lịch sử              | Lịch sử thế giới                        | Lịch sử                                 |
| Nghiên cứu xã hội    | Chính trị học        | Chính trị và pháp luật                  | Pháp luật Chính trị học Quan hệ quốc tế |
| Nghiên cứu xã hội    | Chính trị học        | Kinh tế học                             | Kinh tế học                             |
| Nghiên cứu xã hội    | Chính trị học        | Xã hội và văn hóa                       | Xã hội học Nhân loại học                |
| Khoa học tự nhiên    | Vật lý               | Vật lý Ⅰ                                | Vật lý                                  |
| Khoa học tự nhiên    | Vật lý               | Vật lý Ⅱ                                | Vật lý                                  |
| Khoa học tự nhiên    | Hóa học              | Hóa học Ⅰ                               | Hóa học                                 |
| Khoa học tự nhiên    | Hóa học              | Hóa học Ⅱ                               | Hóa học                                 |
| Khoa học tự nhiên    | Khoa học đời sống    | Khoa học đời sống Ⅰ                     | Sinh học                                |
| Khoa học tự nhiên    | Khoa học đời sống    | Khoa học đời sống Ⅱ                     | Sinh học                                |
| Khoa học tự nhiên    | Khoa học Trái Đất    | Khoa học Trái Đất Ⅰ                     | Địa chất học Vật lý thiên văn           |
| Khoa học tự nhiên    | Khoa học Trái Đất    | Khoa học Trái Đất Ⅱ                     | Địa chất học Vật lý thiên văn           |
| Giáo dục nghề nghiệp | Khoa học nông nghiệp | Hiểu rõ nông nghiệp                     |                                         |
| Giáo dục nghề nghiệp | Khoa học nông nghiệp | Đại cương công nghệ nông nghiệp         |                                         |
| Giáo dục nghề nghiệp | Kỹ thuật             | Kỹ thuật tổng hợp                       |                                         |
| Giáo dục nghề nghiệp | Kỹ thuật             | Đại cương vẽ                            |                                         |
| Giáo dục nghề nghiệp | Thương mại           | Kinh tế thương mại                      |                                         |
| Giáo dục nghề nghiệp | Thương mại           | Nguyên tắc kế toán                      |                                         |
| Giáo dục nghề nghiệp | Hải dương học        | Hiểu rõ hải dương                       |                                         |
| Giáo dục nghề nghiệp | Hải dương học        | Đại cương ngành đánh cá và vận tải biển |                                         |
| Giáo dục nghề nghiệp | Kinh tế gia đình     | Sự phát triển của con người             |                                         |
| Giáo dục nghề nghiệp | Kinh tế gia đình     | Hiểu rõ ngành dịch vụ                   |                                         |

## Quản lý
Học sinh đã tốt nghiệp trung học phổ thông và học sinh chuẩn bị tốt nghiệp trung học phổ thông có thể dự thi. Sau khi KICE in giấy thi và thẻ OMR, chúng sẽ được phân phát ba ngày trước ngày thi cho từng khu vực thi. Năm 2018 có 85 điểm thi.
Giám sát kiểm tra là giáo viên trung học cơ sở hoặc trung học phổ thông. Giám đốc của mỗi văn phòng giáo dục quyết định ai sẽ giám sát và họ sẽ đi đâu. Mỗi tiết có hai màn kiểm tra, trừ tiết thứ tư (có ba do thu bài). Hầu hết các phòng thi đều là phòng học cấp ba và giới hạn 28 thí sinh trong mỗi phòng.
Ngoại trừ phần tiếng Anh và lịch sử Hàn Quốc, điểm số được tính dựa trên đường cong stanine. Điểm, phần trăm và điểm tiêu chuẩn cho từng phần và môn học được thêm vào bảng điểm. Điểm chuẩn được tính theo công thức sau:
{\textstyle S=z\sigma +m}
{\displaystyle S} và {\displaystyle z} là điểm chuẩn. {\displaystyle \sigma } là độ lệch chuẩn của điểm chuẩn, và {\displaystyle m} là trung bình của nó. Ở phần thi quốc ngữ và toán, {\displaystyle \sigma } là 20 và {\displaystyle m} là 100. Đối với phần còn lại, {\displaystyle \sigma } là 10 và {\displaystyle m} là 50. {\displaystyle z} ược tính theo công thức sau:
{\displaystyle z={\frac {x-m_{0}}{\sigma _{0}}}}
{\displaystyle x} là điểm gốc của thí sinh. {\displaystyle m_{0}} là trung bình của điểm gốc {\displaystyle a} điểm của ứng viên. {\displaystyle \sigma _{0}} là độ lệch chuẩn của ứng viên.
Phần trăm là tỷ lệ phần trăm của nhóm học sinh nhận được điểm tiêu chuẩn thấp hơn điểm của toàn bộ thí sinh, được biểu thị dưới dạng phần trăm và được tính dựa trên điểm tiêu chuẩn được biểu thị dưới dạng số nguyên. Cũng như điểm tiêu chuẩn, nó được thể hiện bằng cách làm tròn đến một chữ số thập phân. Viện Đánh giá và Chương trình giảng dạy Hàn Quốc, cơ quan quản lý kỳ thi CSAT, tiết lộ điểm cùng với điểm phần trăm và điểm cấp 9 trên học bạ.

### Phiếu báo cáo điểm
| Số báo danh     | Họ và tên        | Họ và tên               | Ngày sinh | Giới tính | Trường đã học trung học (lớp hoặc năm tốt nghiệp) | Trường đã học trung học (lớp hoặc năm tốt nghiệp) | Trường đã học trung học (lớp hoặc năm tốt nghiệp) |
| --------------- | ---------------- | ----------------------- | --------- | --------- | ------------------------------------------------- | ------------------------------------------------- | ------------------------------------------------- |
| 12345678        | Hong Gil Dong    | Hong Gil Dong           | 05.11.16  | Nam       | Trường Trung học ○ ○ (2)                          | Trường Trung học ○ ○ (2)                          | Trường Trung học ○ ○ (2)                          |
| Bài thi         | Lịch sử Hàn Quốc | Tiếng Hàn               | Toán học  | Tiếng Anh | Nghiên cứu                                        | Nghiên cứu                                        | Ngoại ngữ 2 / Văn ngôn                            |
| Các môn tự chọn |                  | Ngôn ngữ và phương tiện | Giải tích |           | Xã hội·Văn hóa                                    | Khoa học đời sống Ⅰ                               | Văn ngôn Ⅰ                                        |
| Điểm chuẩn      | 134              | 145                     | 72        | 72        |                                                   |                                                   |                                                   |
| Phần trăm       | 100              | 100                     | 100       | 100       |                                                   |                                                   |                                                   |
| Xếp hạng        | 1                | 1                       | 1         | 1         | 1                                                 | 1                                                 | 1                                                 |

※ Phiếu báo cáo điểm kiểm tra trên là ví dụ, khuyến khích xem "chế độ ngang" trong trường hợp sử dụng thiết bị di động.

## Tranh cãi

### Giới thiệu hệ thống đánh giá
Vào ngày 26 tháng 8 năm 2004, Bộ Giáo dục và Phát triển Nguồn nhân lực của Hàn Quốc đã công bố 'Kế hoạch cải thiện hệ thống tuyển sinh đại học sau năm học 2008' do Ủy ban Đổi mới Giáo dục chuẩn bị và quyết định loại bỏ điểm chuẩn và thứ hạng phần trăm trong điểm CSAT bắt đầu từ năm học 2008. Ngày 28 tháng 10 Kế hoạch cải tiến đã được hoàn thiện và công bố. Theo đó, trong kỳ thi CSAT năm 2008, điểm tiêu chuẩn và phần trăm tồn tại cho đến năm trước không được tiết lộ và chỉ có chín điểm được tiết lộ. Những người ủng hộ cách cho điểm cho rằng cách cho điểm làm giảm bớt hiện tượng học sinh bám vào 1, 2 điểm nhưng cũng có một bộ phận đáng kể dư luận phản đối vấn đề chênh lệch điểm do 1, 2 điểm và việc học sinh có điểm tổng kết cao hơn lại bị điểm thấp hơn trong thang điểm.
Hệ thống chấm điểm được xác nhận và thực hiện dưới thời chính quyền Roh Moo-hyun đã bị bãi bỏ vào ngày 22 tháng 1 năm 2008, khi Ủy ban Chuyển tiếp Tổng thống của Tổng thống đắc cử Lee Myung-bak công bố 'kế hoạch tự do hóa 3 bước tuyển sinh đại học' và trình bày một kế hoạch để sau đó, vào ngày 11 tháng 3, Bộ Giáo dục, Khoa học và Công nghệ Hàn Quốc đã sửa đổi và công bố 'Kế hoạch cơ bản cho tuyển sinh đại học năm 2009', và việc bãi bỏ đã được hoàn tất. Kết quả là hệ thống chấm điểm CSAT đã thất bại sau một năm. Vì vậy, từ kỳ thi CSAT 2009, cũng như năm học 2005-2007, điểm chuẩn, phân vị, điểm lại được đồng loạt chấm lại, và nó vẫn tiếp tục cho đến ngày nay.

## Lý do trì hoãn
Kể từ năm 1994, đã có tổng cộng bốn lần hoãn do các sự kiện quốc gia và tai nạn.

### Sự kiện quốc gia
- CSAT 2006: Nó bị hoãn lại từ ngày 17 tháng 11 đến ngày 23 tháng 11 do Hội nghị cấp cao APEC Busan 2005 được tổ chức tại Busan.
- CSAT 2011: Nó bị hoãn lại từ ngày 11 tháng 11 đến ngày 18 tháng 11 do Hội nghị thượng đỉnh G20 Seoul 2010 được tổ chức tại Seoul vào năm 2010 .

### Biến động quốc gia
- CSAT 2018: Vào ngày 15 tháng 11 năm 2017, một trận động đất mạnh 5,4 độ richter đã xảy ra ở Pohang-si, Gyeongsangbuk-do, khiến 10 trong số 14 trường học dự kiến được sử dụng làm điểm thi bị nứt, nên bị hoãn từ ngày 16 tháng 11 đến ngày 23 tháng 11.
- CSAT 2021: Do hậu quả của đại dịch COVID-19 tại Hàn Quốc, kì thi đã bị hoãn lại từ ngày 19 tháng 11 đến ngày 3 tháng 12.

## Số lượng thí sinh
Sau đây là số người đã thi CSAT trong quá khứ, do Viện Đánh giá và Giáo trình Hàn Quốc tổng hợp.
- Năm học 1994 ~ 1998 (Chương trình học thứ 5)

|                     | Năm 1993 lần thứ 1 (Năm học 1994 lần thứ 1) | Năm 1993 lần thứ 1 (Năm học 1994 lần thứ 2) | Năm 1994 (Năm học 1995) | Năm 1995 (Năm học 1996) | Năm 1996 (Năm học 1997) | Năm 1997 (Năm học 1998) |
| ------------------- | ------------------------------------------- | ------------------------------------------- | ----------------------- | ----------------------- | ----------------------- | ----------------------- |
| Số ứng viên (người) | 742,668                                     | 750,181                                     | 781,749                 | 840,661                 | 824,374                 | 885,321                 |
| Số dự thi (người)   | 716,326                                     | 726,634                                     | 757,488                 | 809,867                 | 795,338                 | 854,272                 |
| Tỉ lệ               | 96.5%                                       | 96.9%                                       | 96.9%                   | 96.3%                   | 96.5%                   | 96.5%                   |
| Chú thích           | [ 24 ]                                      | [ 24 ]                                      | [ 24 ]                  | [ 24 ]                  | [ 24 ]                  | [ 24 ]                  |

- Năm học 1999 ~ 2004 (Chương trình học thứ 6)

|                     | Năm 1998 (Năm học 1999) | Năm 1999 (Năm học 2000) | Năm 2000 (Năm học 2001) | Năm 2001 (Năm học 2002) | Năm 2002 (Năm học 2003) | Năm 2003 (Năm học 2004) |
| ------------------- | ----------------------- | ----------------------- | ----------------------- | ----------------------- | ----------------------- | ----------------------- |
| Số ứng viên (người) | 868,643                 | 896,122                 | 872,297                 | 739,129                 | 675,922                 | 674,154                 |
| Số dự thi (người)   | 839,837                 | 868,366                 | 850,305                 | 718,441                 | 655,384                 | 642,583                 |
| Tỉ lệ               | 96.7%                   | 96.9%                   | 97.5%                   | 97.2%                   | 97.0%                   | 95.3%                   |
| Chú thích           | [ 24 ]                  | [ 24 ]                  | [ 24 ]                  | [ 24 ]                  | [ 24 ]                  | [ 24 ]                  |

- Năm học 2005 ~ 2013 (Chương trình học thứ 7, Giáo trình sửa đổi năm 2007)

|                     | Năm 2004 (Năm học 2005) | Năm 2005 (Năm học 2006) | Năm 2006 (Năm học 2007) | Năm 2007 (Năm học 2008) | Năm 2008 (Năm học 2009) | Năm 2009 (Năm học 2010) | Năm 2010 (Năm học 2011) | Năm 2011 (Năm học 2012) | Năm 2012 (Năm học 2013) |
| ------------------- | ----------------------- | ----------------------- | ----------------------- | ----------------------- | ----------------------- | ----------------------- | ----------------------- | ----------------------- | ----------------------- |
| Số ứng viên (người) | 610,257                 | 593,806                 | 588,899                 | 584,934                 | 588,839                 | 677,834                 | 712,227                 | 693,631                 | 668,522                 |
| Số dự thi (người)   | 574,218                 | 554,345                 | 551,884                 | 550,588                 | 559,475                 | 638,216                 | 668,991                 | 648,946                 | 621,336                 |
| Tỉ lệ               | 94.1%                   | 93.4%                   | 93.7%                   | 94.1%                   | 95.0%                   | 94.2%                   | 93.9%                   | 93.6%                   | 92.9%                   |
| Chú thích           | [ 24 ]                  | [ 24 ]                  | [ 24 ]                  | [ 24 ]                  | [ 24 ]                  | [ 24 ]                  | [ 24 ]                  | [ 24 ]                  | [ 24 ]                  |

- Năm học 2014 ~ 2020 (Giáo trình sửa đổi 2007, Giáo trình sửa đổi 2009)

|                     | Năm 2013 (Năm học 2014) | Năm 2014 (Năm học 2015) | Năm 2015 (Năm học 2016) | Năm 2016 (Năm học 2017) | Năm 2017 (Năm học 2018) | Năm 2018 (Năm học 2019) | Năm 2019 (Năm học 2020) |
| ------------------- | ----------------------- | ----------------------- | ----------------------- | ----------------------- | ----------------------- | ----------------------- | ----------------------- |
| Số ứng viên (người) | 650,747                 | 640,621                 | 631,187                 | 605,987                 | 593,527                 | 594,924                 | 548,734                 |
| Số dự thi (người)   | 606,813                 | 594,835                 | 585,332                 | 552,297                 | 531,327                 | 530,220                 | 484,737                 |
| Tỉ lệ               | 93.2%                   | 92.9%                   | 92.7%                   | 91.1%                   | 89.5%                   | 89.1%                   | 88.3%                   |
| Chú thích           | [ 24 ]                  | [ 24 ]                  | [ 24 ]                  | [ 24 ]                  | [ 24 ]                  | [ 24 ]                  | [ 24 ]                  |

- 2021 ~ (Giáo trình sửa đổi năm 2015)

|                     | Năm 2020 (Năm học 2021) | Năm 2021 (Năm học 2022) | Năm 2022 (Năm học 2023) |
| ------------------- | ----------------------- | ----------------------- | ----------------------- |
| Số ứng viên (người) | 493,433                 | 509,821                 | 508,030                 |
| Số dự thi (người)   | 421,034                 | 448,138                 | 447,669                 |
| Tỉ lệ               | 85.3%                   | 87.9%                   | 88.1%                   |
| Chú thích           | [ 24 ]                  | [ 24 ]                  | [ 24 ]                  |

## Chỉ trích
Áp lực phải làm tốt bài thi Suneung khiến nhiều học sinh bị rối loạn căng thẳng, trầm cảm, và tự tử.